# Luca Rosini
Luca Rosini (Bentivoglio, 18 febbraio 1977) è un giornalista, regista e conduttore televisivo italiano.

## Carriera
Luca Rosini è un giornalista, regista e conduttore televisivo. Ha studiato alla Rogue Film School di Werner Herzog e si è formato con il progetto Esodoc (European Social Documentary) della scuola Zelig di Bolzano. Come regista ha diretto documentari in Italia e all’estero. Ha lavorato come reporter e come conduttore di programmi di approfondimento della tv italiana (Evovolution e Human Files su Rai 2 e Unomattina in famiglia su Rai 1). Due volte vincitore del Premio Ilaria Alpi, il suo film Souvenir Srebrenica è stato finalista ai David di Donatello. Con In a single breath, invece ha vinto l’American Documentary Festival di Palm Springs.

## Biografia
Comincia il suo percorso giornalistico a 16 anni a Radio K Centrale di Bologna, dove, nel corso di alcuni anni, cura la rassegna stampa e programmi di politica internazionale. Contemporaneamente si avvicina alla fotografia e al video. Dopo la laurea in scienze politiche consegue il Master in giornalismo presso l'Università di Bologna. Realizza alcuni documentari sul dopoguerra in Bosnia ed Erzegovina. Nel 2005 dirige Souvenir Srebrenica, un film documentario sulla Guerra in Bosnia ed Erzegovina, che entra nella cinquina dei finalisti ai David di Donatello 2007. Ha continuato a seguire corsi e seminari di documentario e successivamente ha preso parte al progetto formativo Esodoc (European Social Documentary).
Dal 2006 lavora per la trasmissione Annozero condotta da Michele Santoro realizzando inchieste e servizi seguendo, tra gli altri temi di attualità, l’emergenza rifiuti in Campania e le proteste dei lavoratori colpiti dalla crisi economica. Conclusasi l’esperienza di Annozero, nel 2011 collabora alla trasmissione Piazzapulita sull'emittente televisiva LA7.
Nel 2013 viene assunto in Rai come giornalista, cominciando a collaborare al talk show Virus su Rai Due. In particolare realizza, tra gli altri, reportage inerenti alla geopolitica, come l’America di Donald Trump, lo Stato Islamico in Tunisia o in Turchia in merito alla relativa guerra civile.
Nel 2014 inizia la sua collaborazione con CO.PE.A.M. e la coproduzione internazionale Interrives. Nello stesso anno realizza il documentario In a Single Breath – In un Solo Respiro sul campione del mondo e recordman di apnea Davide Carrera, vincendo il premio come miglior documentario breve all’American Documentary Festival di Palm Springs.
Nel 2015 conduce su Rai Due il programma Evolution, dove ogni puntata affronta il mutare di usi e costumi in Italia negli ultimi decenni, avvalendosi tra le altre cose del materiale di repertorio della Rai.
Dal 2016 collabora con il programma Night Tabloid ("già" Sunday Tabloid).
Nel 2017 conduce, sempre su Rai Due, Human Files, programma che intende offrire uno sguardo all’Uomo contemporaneo ed alle sue vicissitudini o conquiste. Il programma nasce della collaborazione tra Rai Cultura, Rai Due, Copeam e 35 televisioni pubbliche di tutto il mondo.
Nel 2018 viene scelto per succedere a Tiberio Timperi alla conduzione di Unomattina in famiglia.
Nel 2019 esce il documentario La paranza della bellezza, sulla riqualificazione del Rione Sanità di Napoli.
Nel 2021 va in onda su Rai3 e in streaming su RaiPlay il documentario Pandemic - Il mondo al tempo del Covid, che ad un anno di distanza dall'esplosione della pandemia da COVID-19 raccoglie le storie e i video messaggi di persone che in tutto il mondo ne hanno, a vario titolo, attraversato la tragica esperienza.
Nel 2022 esce per RaiDocumentari il film documentario "È solo acqua e vento" su Rai3 e in streaming sulla piattaforma RaiPlay, il quale parla delle imprese dell'esploratore Alex Bellini con immagini originali e con l'ausilio dell'archivio personale dello stesso protagonista. 

## Premi e riconoscimenti
- Nel 2011, grazie a un reportage, Quelli sulla Gru[9], sulla lotta degli immigrati di Brescia che per una protesta occuparono una gru, si aggiudica il Premio Ilaria Alpi.

## Filmografia
- Souvenir Srebrenica (2005)
- In a Single Breath - In un Solo Respiro (2014)
- La Paranza Della Bellezza (Rai Play, Rai 2, 2019)
- È solo acqua e vento (Rai 3, 2022)

## Televisione
- Annozero (Rai 2, 2006-2011)
- Piazzapulita (LA7, 2011-2013)
- Virus (Rai 2, 2013-2016)
- Evolution (Rai 2, 2015)
- Night Tabloid (Rai 2, 2016-2018)
- Human Files (Rai 2, 2017)
- Unomattina in famiglia (Rai 1, 2018-2019)
- Oggi è un altro giorno (Rai 1, 2020-2023) inviato
- Pandemic - Il mondo al tempo del Covid (Rai Play, Rai 3, 2021)
- Uno Weekend (Rai 1, 2021) inviato